# Simon Kick
Simon Kick (* 1603 in Delft; † vor dem 26. September 1652 in Amsterdam; eigentlich Simon Willemsz. Kick, irrtümliche Namen: Kick, Jan; Cicke, J.) war ein niederländischer Maler.

## Leben
Simon Kick war der Sohn eines aus Amsterdam stammenden Lackarbeiters, der in Delft lebte. Noch vor 1624 siedelte er nach Amsterdam über, wo seine Anwesenheit für die Jahre 1631, 1633, 1643, 1646, 1647, 1651 und 1652 durch Urkunden belegt ist. Über seine Ausbildung ist nichts bekannt, doch lassen seine frühesten Arbeiten, die Porträtstudien in Dayton und Amsterdam, die in die Jahre 1637 und 1639 datiert sind, einen Einfluss durch Rembrandt vermuten. Gleichzeitig malte er in dieser Zeit auch seine erste Wachstubenszenen, für die er vor allem berühmt ist. Damit reiht er sich in den Kreis jener Genremaler ein, zu denen auch Dirck Hals, Jacob Duck, Pieter Codde und vor allem Willem Cornelisz. Duyster zählen. Letzterem gegenüber war er besonders tief verbunden, denn er heiratete am 5. September 1631 dessen Schwester Christina (Stijntje) Duyster. Die Hochzeit fand am gleichen Tag statt, an dem Willem Duyster Simon Kicks Schwester Margrieta heiratete. Sein Sohn Cornelis erlernte ebenfalls den Beruf eines Malers. Obwohl von Simon Kick keine Stillleben bekannt sind, ist doch davon auszugehen, dass er der Lehrer seines Sohns war.
Simon Kick wurde am 26. September 1652 in Amsterdam begraben.

## Ausgewählte Werke
- Amsterdam, Rijksmuseum
  - Studie eines alten Mannes, 1639
- Basel, Kunstmuseum
  - Offiziere und Soldaten.
- Berlin, Gemäldegalerie

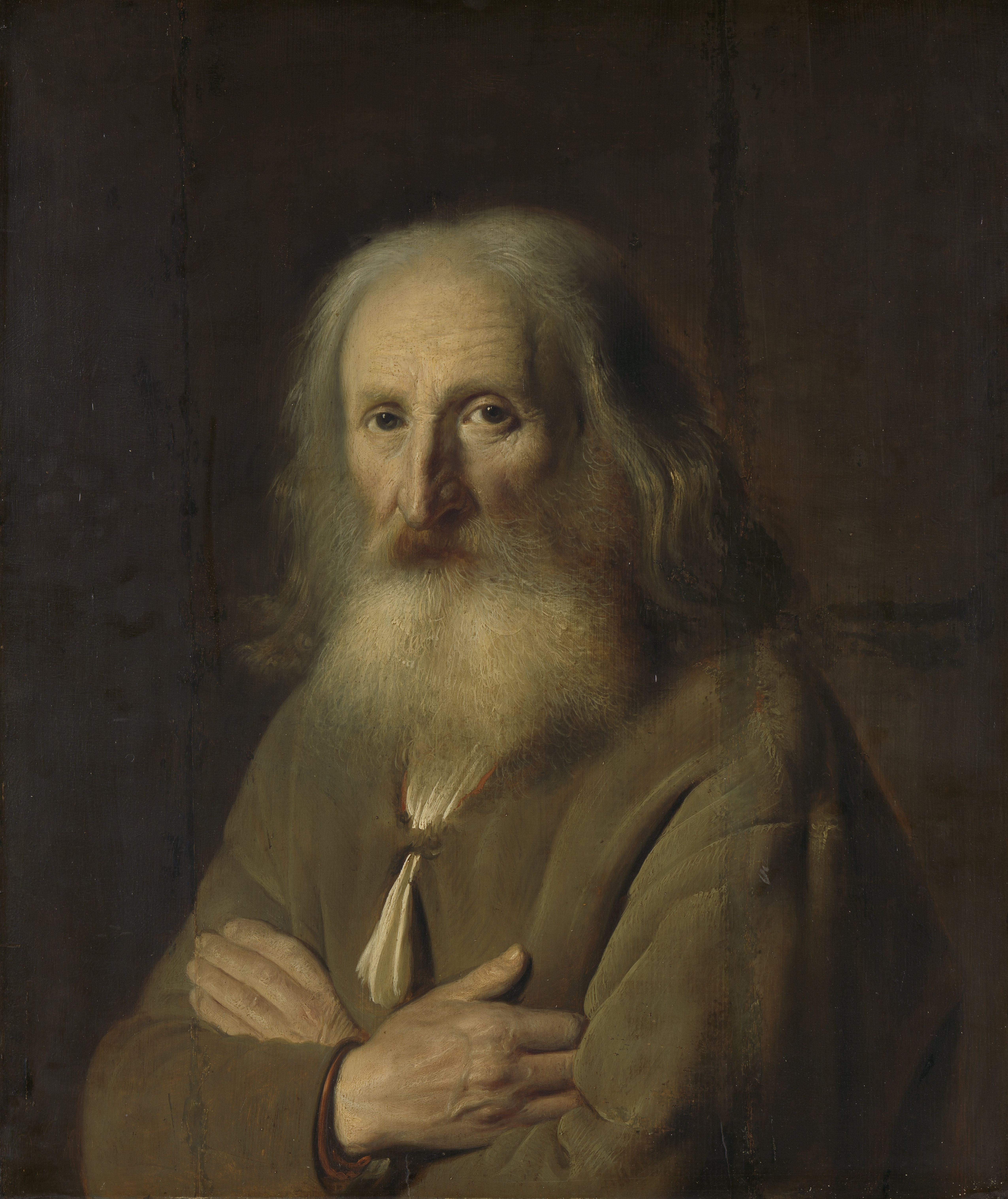
Studie eines alten Mannes, Rijksmuseum Amsterdam

  - Elisa weigert sich, die Geschenke Naemans anzunehmen, 1644
  - Kontrolle von Reisenden.
- ehemals Berlin, Kaiser-Friedrich-Museum
  - Rastende Soldaten in einem Stall, 1648 (vermutlich 1945 zerstört)
- Dayton, Art Institute
  - Mann mit Turban beim Lesen, 1639
- Düsseldorf, Museum Kunstpalast
  - Soldaten beim Teilen der Beute, 1637
  - Dame mit Dienerin vor dem Spiegel, um 1648[1]
- Karlsruhe, Staatliche Kunsthalle
  - Musikalische Unterhaltung, um 1640–1650
- Kopenhagen, Statens Museum for Kunst
  - Heimkehr von der Vogeljagd.
- Leipzig, Museum der bildenden Künste
  - Junge Frau bei der Toilette, 1648
- Oxford, Ashmolean Museum
  - Eine Frau, an einem Tisch sitzend
- Posen, Nationalmuseum
  - Eine Bauernfamilie bittet Soldaten in einem Wachlokal um Mitleid, um 1640
- St. Petersburg, Eremitage
  - Bildnis eines stehenden jungen Mannes, um 1640–1650
- Verbleib unbekannt
  - Soldat mit Fahne und Trommel in einem Interieur, (zugeschrieben – am 5. Juli 1995 bei Sotheby’s in London versteigert)
  - Interieur mit einem Mann, der seine Stiefel anzieht, (am 3. Juli 1997 bei Sotheby’s in London versteigert)
  - Eine Kompanie Soldaten bereitet sich in ihrem Wachlokal auf den Kampf vor, (am 29. Januar 1999 bei Christie’s in New York versteigert)
  - Die Rückkehr des jungen Jägers, (am 14. Juni 2000 bei Couturier & de Nicolay in Paris versteigert)
  - Der Gendarm und seine Kompanie (Der Fahnenträger), (am 26. März 2004 in der Galerie Koller in Zürich versteigert)